# Nakauriite
La nakauriite è un minerale.